# Joe Martin Stage Race Women
A Joe Martin Stage Race Women, é uma carreira ciclista por etapas estadounidense que se disputa nos arredores de Fayetteville, Arkansas. Foi criada em 1978 com o nome de Fayetteville Spring Classic. Foi renomeada como Joe Martin Stage Race em 1989, em homenagem ao seu director de carreira Joe Martin, falecido em 1988. Está organizada por um clube ciclista local, o Fayetteville Wheelmen / Tyson Racing cycling team, e pela sociedade All Sports Productions.
A Joe Martin Stage Race Women é a versão feminina da carreira do mesmo nome e faz parte do USA Cycling National Racing Calendar e a partir do 2015 integrou-se ao Calendário UCI Feminino, na categoria 2.2.

## Palmarés
| Ano  | Vencedor               | Segundo              | Terceiro           |           |
| ---- | ---------------------- | -------------------- | ------------------ | --------- |
| 1996 | Julie Hudetz           |                      |                    |           |
| 1997 | Catherine Wahlberg     |                      |                    |           |
| 1998 | Lisa Klein             |                      |                    |           |
| 1999 | Andrea Ratkovic-Bowman |                      |                    |           |
| 2000 | Ary McLauvin           |                      |                    |           |
| 2001 | Anke Erlank            |                      |                    |           |
| 2002 | Lynn Gaggioli          |                      |                    |           |
| 2003 | Lynn Gaggioli          | Sue Palmer-Komar     | Amy Moore          |           |
| 2004 | Lynn Gaggioli          | Kori Kelley Seehafer | Katrina Berger     |           |
| 2005 | Lynn Gaggioli          | Grace Fleury         | Dotsie Bausch      |           |
| 2006 | Erinne Willock         | Alisha Lion          | Dotsie Bausch      |           |
| 2007 | Katharine Carroll      | Alex Wrubleski       | Katheryn Curi      |           |
| 2008 | Robin Farina           | Catherine Cheatley   | Laura Van Gilder   |           |
| 2009 | Alison Powers          | Katheryn Curi        | Katharine Carroll  |           |
| 2010 | Alison Powers          | Katheryn Curi        | Amanda Miller      |           |
| 2011 | Janel Holcomb          | Megan Guarnier       | Lex Albrecht       |           |
| 2012 | Jade Wilcoxson         | Carmen Small         | Kathryn Donovan    |           |
| 2013 | Claudia Häusler        | Alison Powers        | Lauren Stephens    |           |
| 2014 | Lauren Stephens        | Laura Brown          | Joanne Kiesanowski |           |
| 2015 | Lauren Stephens        | Scotti Lechuga       | Amber Neben        |           |
| 2016 | Coryn Rivera           | Linda Villumsen      | Lauren Stephens    |           |
| 2017 | Ruth Winder            | Lauren Stephens      | Claire Rose        |           |
| 2018 | Katie Hall             | Sara Bergen          | Leah Thomas        |           |
| 2019 | Chloé Dygert           | Shannon Malseed      | Sara Bergen        |           |
| 2020 | cancelado              | cancelado            | cancelado          | cancelado |
| 2021 | Skylar Schneider       | Veronica Ewers       | Heidi Franz        |           |
| 2022 | Emma Langley           | Austin Killips       | Heidi Franz        |           |
| 2023 | Lauren Stephens        | Emily Ehrlich        | Emilie Fortin      |           |
| 2024 | cancelado              | cancelado            | cancelado          | cancelado |

Nota: Conquanto a edição de 2002 foi vencida pela ciclista Lynn Gaggioli realça-se que diferentes compilações do palmarés da carreira registam no palmarés o nome de solteira da ciclista: Lynn Brotzman.

## Palmarés por países
| País           | Vitórias |
| -------------- | -------- |
| Estados Unidos | 21       |
| Canadá         | 1        |
| Alemanha       | 1        |
| África do Sul  | 1        |